# Хробисти
Хроби́сти (рос. Хробысты) — присілок у складі Омутнінського району Кіровської області, Росія. Входить до складу Залазнинського сільського поселення.
Населення становить 3 особи (2010, 9 у 2002).
Національний склад станом на 2002 рік — росіяни 100 %.